# GSC3161-135
GSC3161-135 — хімічно пекулярна зоря спектрального класу B9, що має видиму зоряну величину в смузі V приблизно  9,2.
Вона  розташована на відстані близько 1672,6 світлових років від Сонця.

## Пекулярний хімічний склад
Зоряна атмосфера GSC3161-135 має підвищений вміст 
Si
.